# فلفل حلو
الفلفل الحلو أو الفليفلة الشائعة أو الفليفلة الزراعية أو الفلفل الرومي (الاسم العلمي: Capsicum annuum) هو مجموعة أصناف تتبع نوع الفليفلة الحولية من الفصيلة الباذنجانية. ويسمى أيضاً في بعض الدول العربية بـ "حبحر بارد"، ويأتي على ألوان الأخضر والأصفر والأحمر والبرتقالي.

## الوصف النباتي
نباتات عشبية حولية.

## معرض الصور

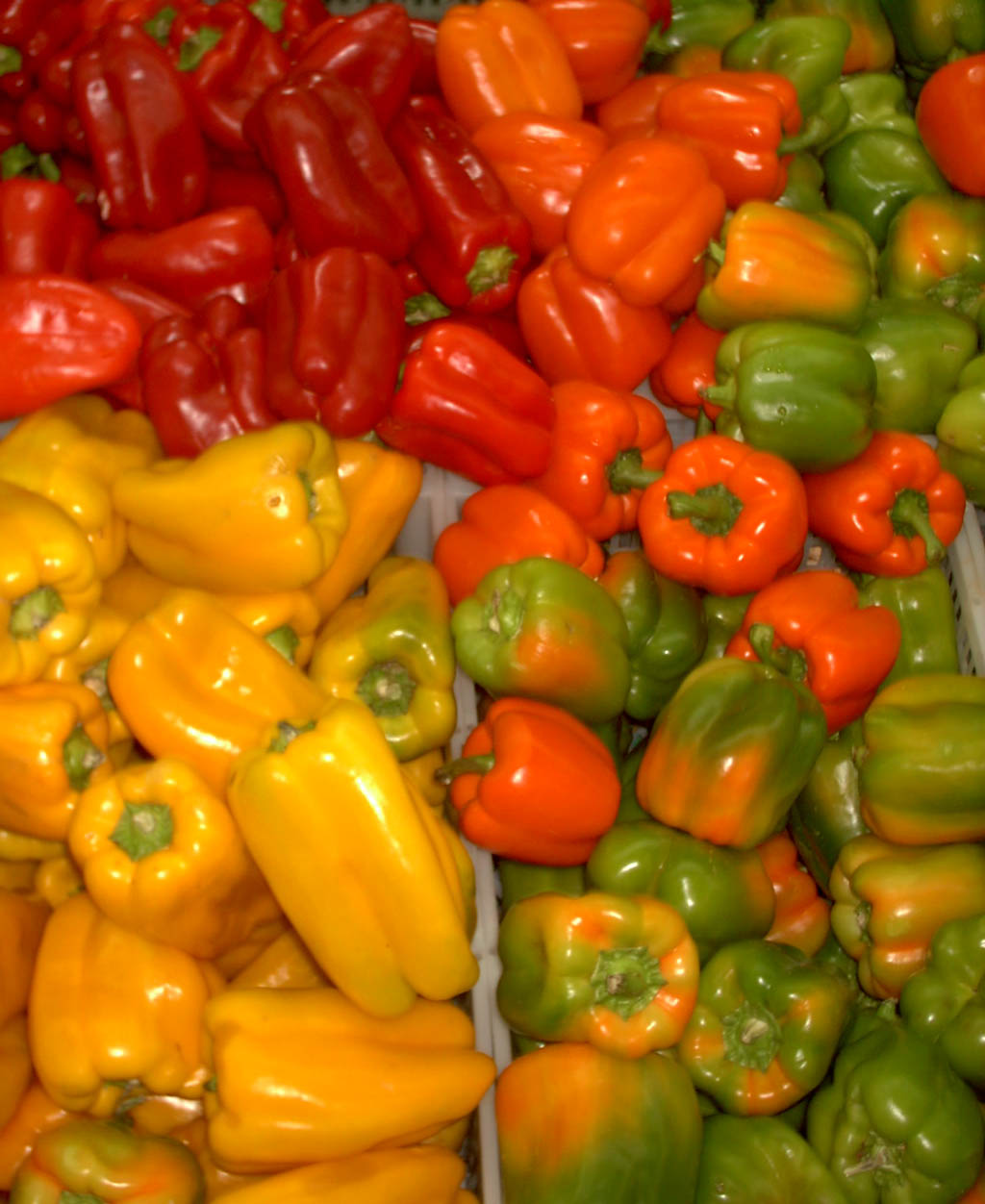
تشكيلة من الفلفل الرومي الملون
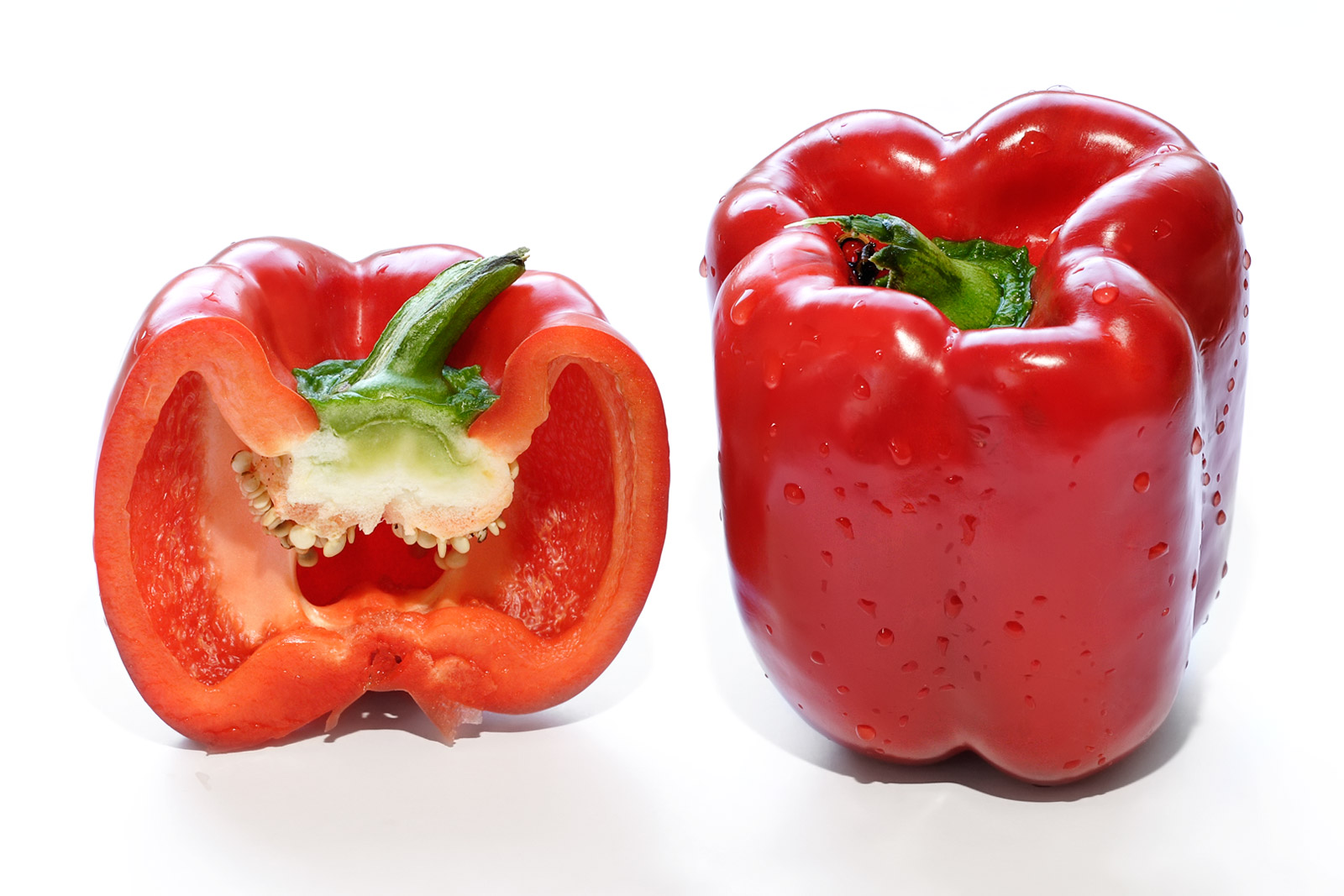
فلفل رومي أحمر مقطع
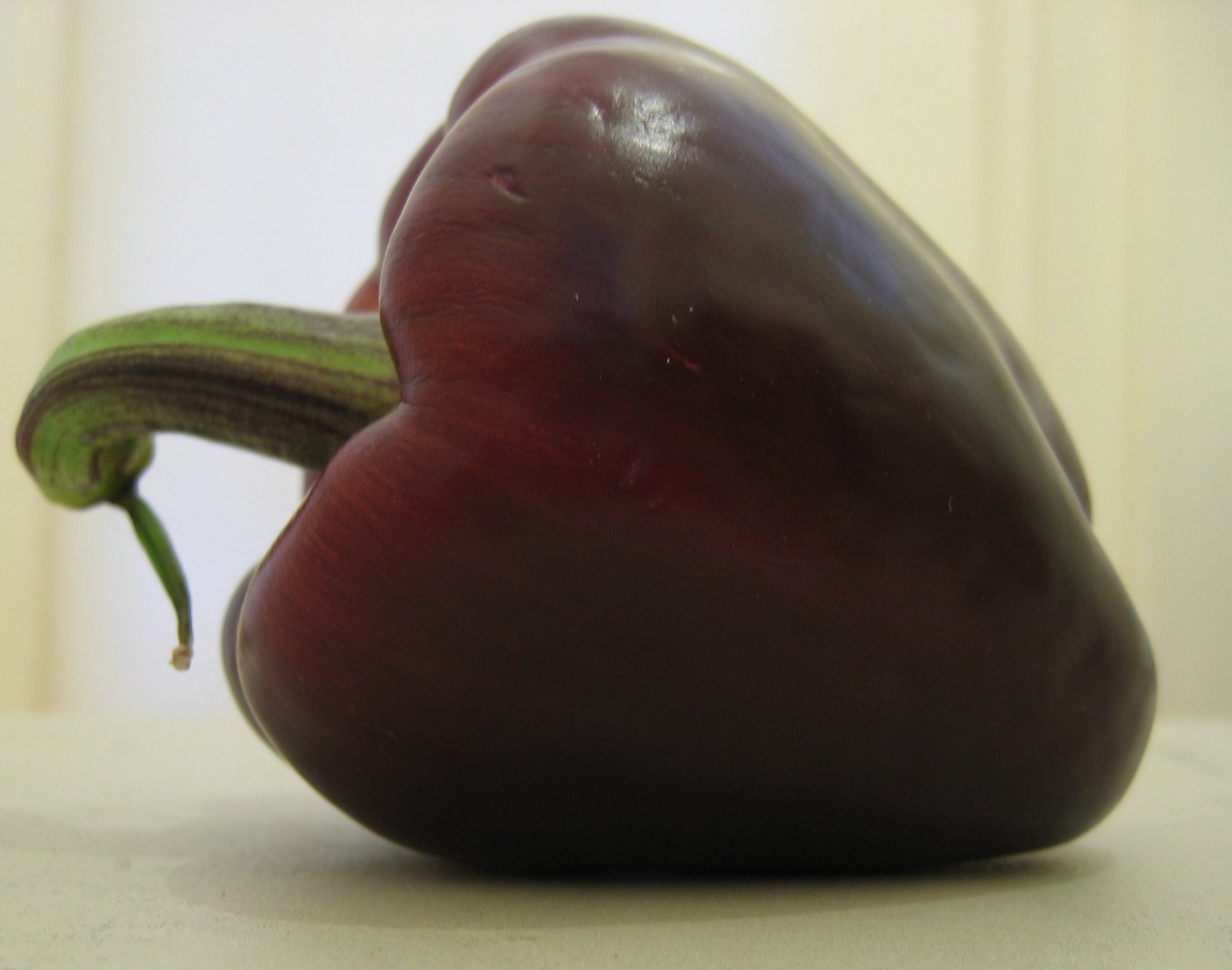
فلفل رومي بنفسجي اللون
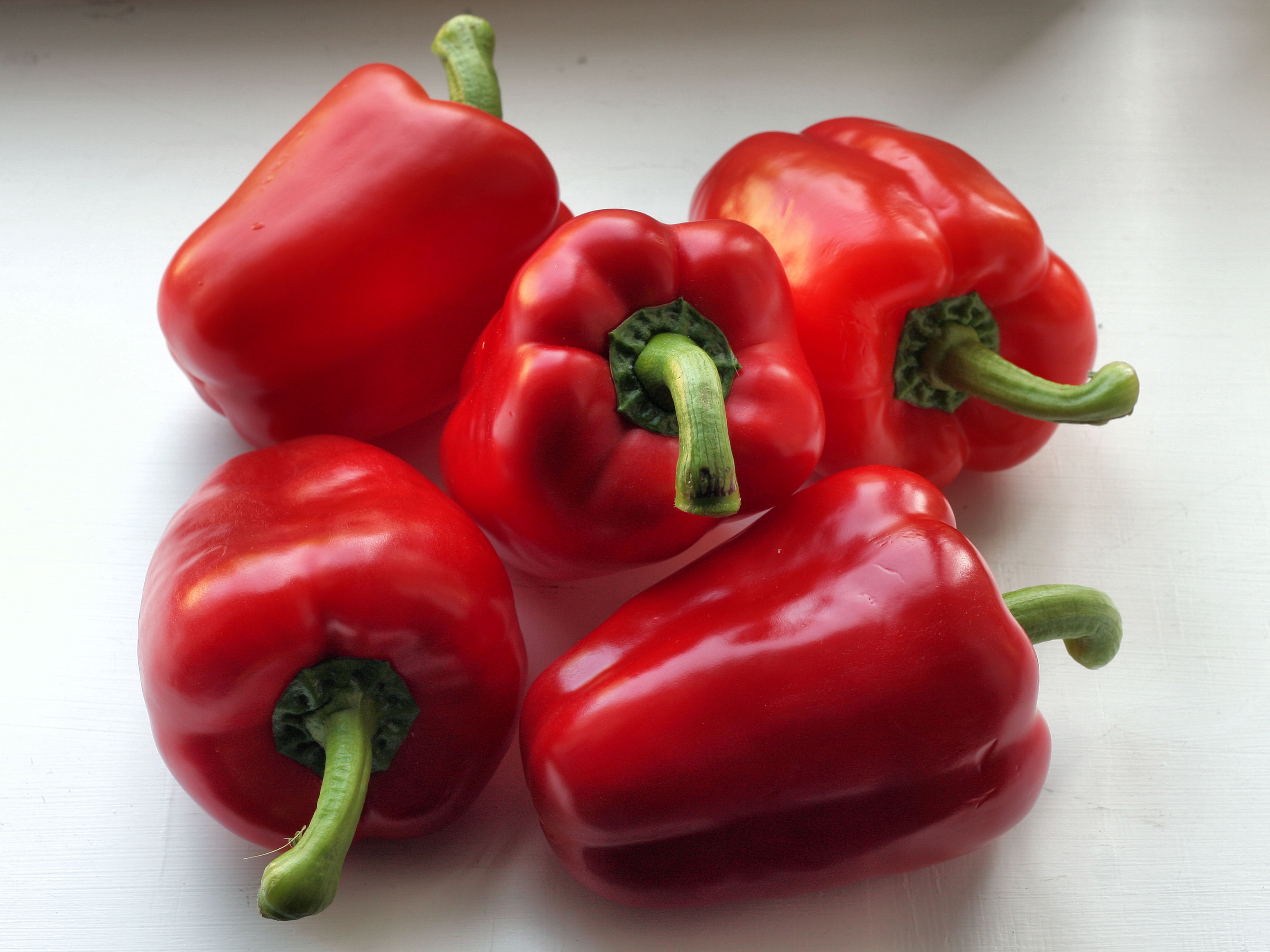
فلفل رومي أحمر
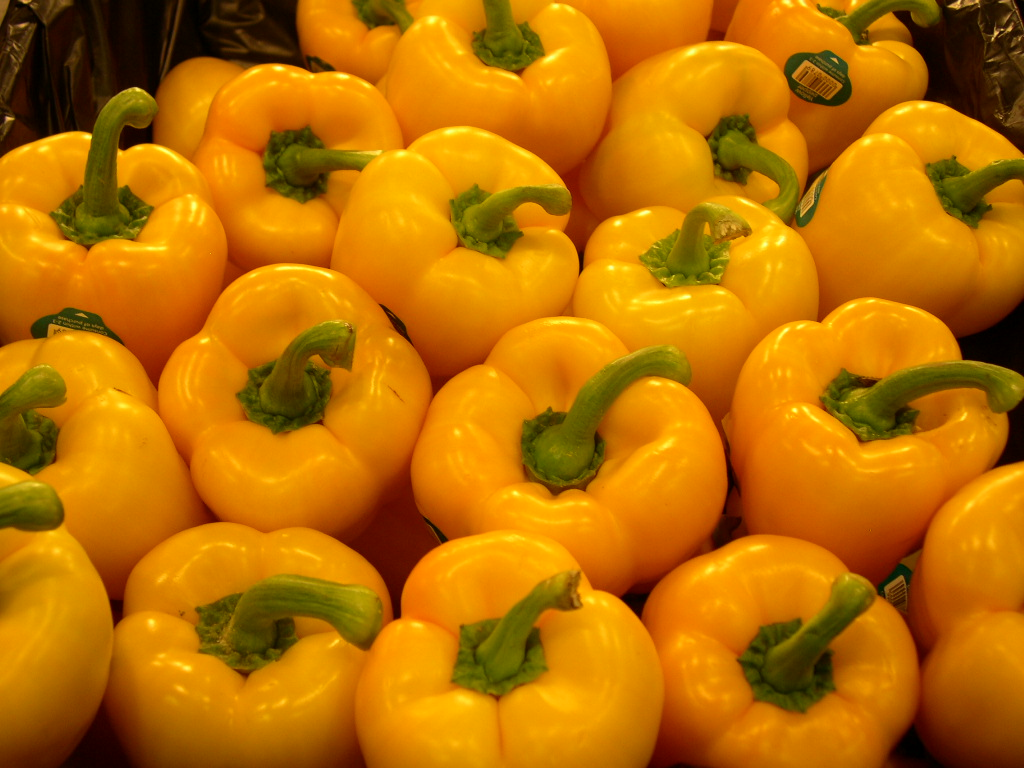
مجموعة من الفلفل الرومي باللون الأصفر
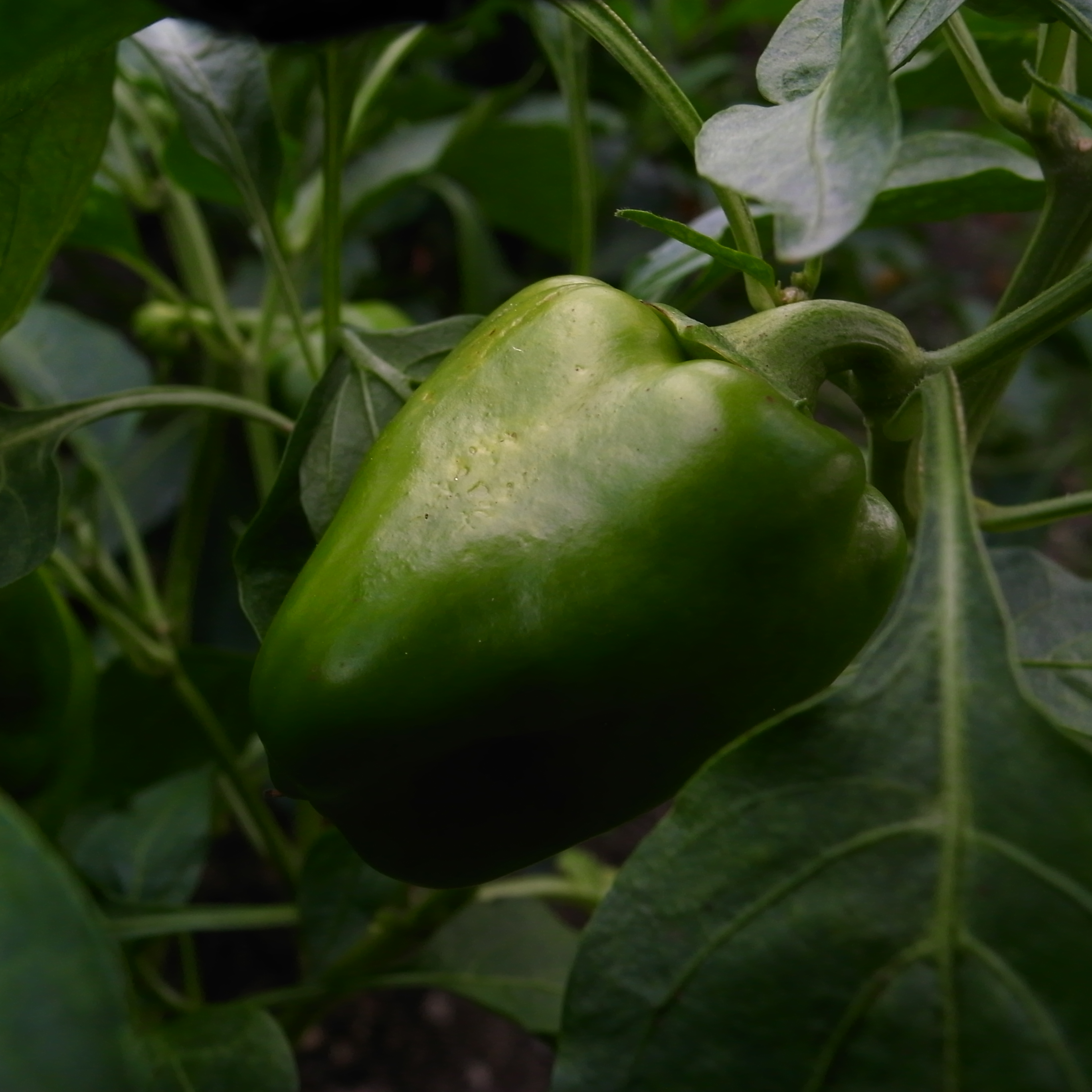
فلفل أخضر ياباني
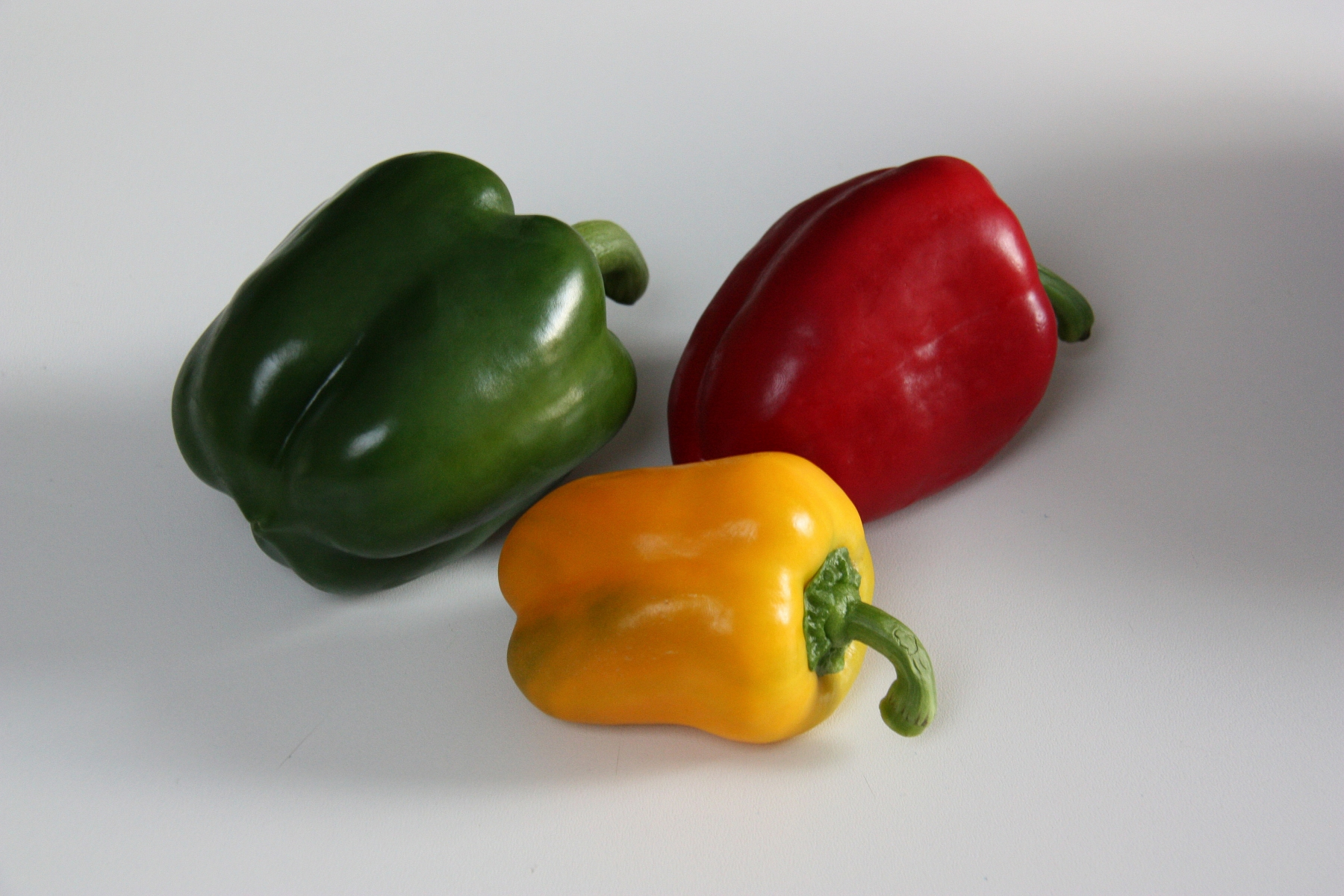
فلفل رومي باللون الأخضر، الأصفر والأحمر
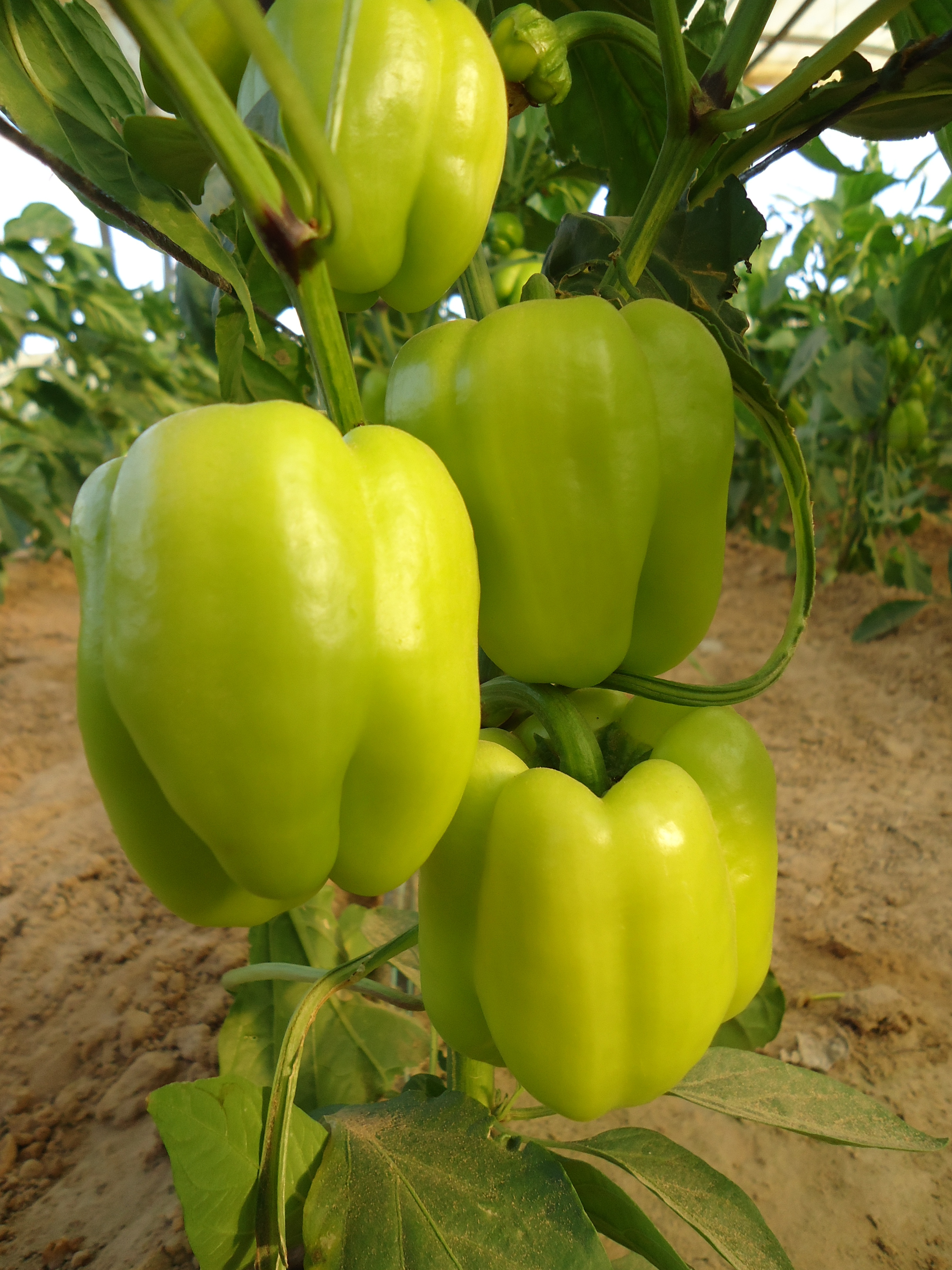
نبات فلفل رومي أصفر
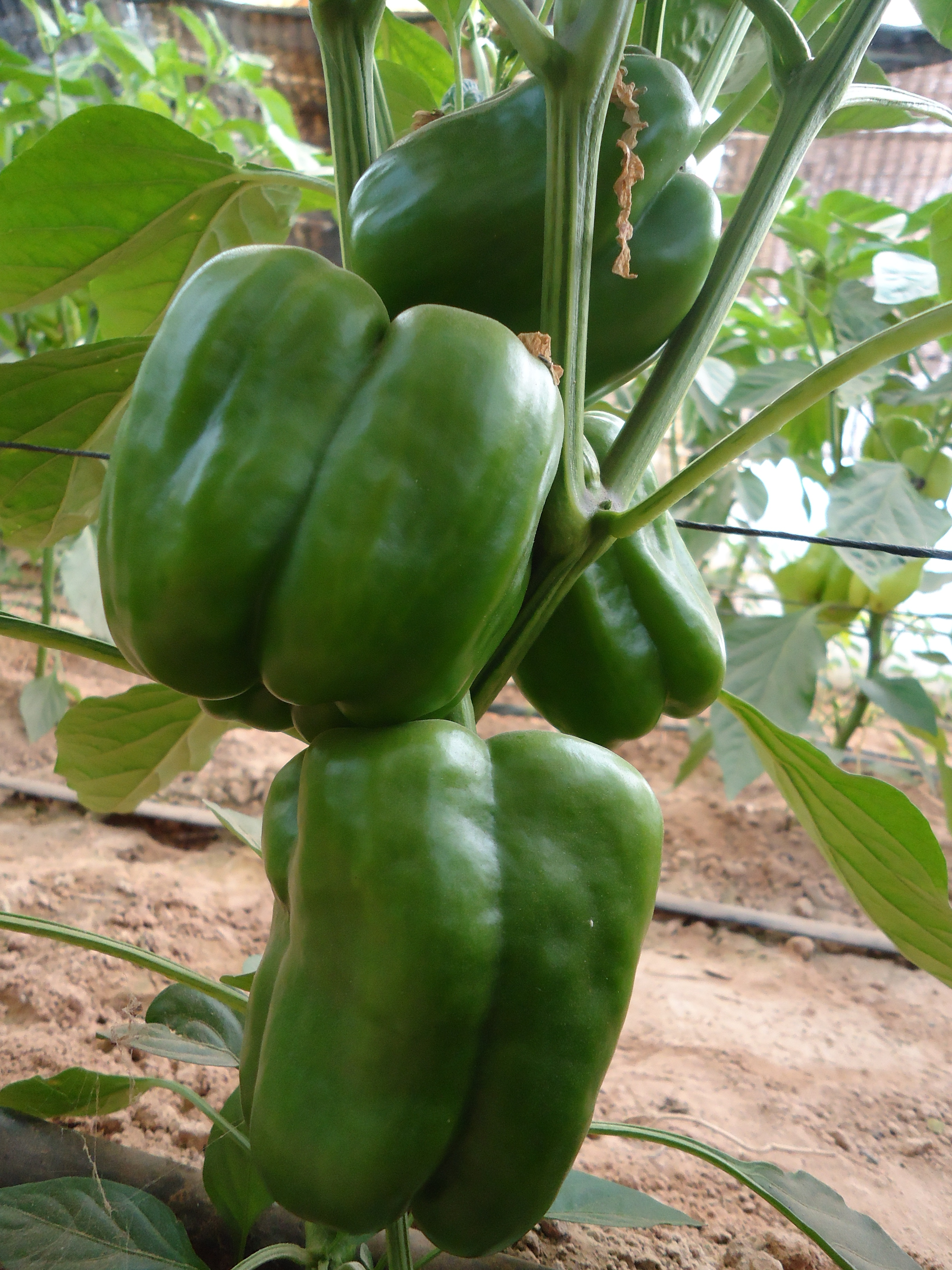
نبات فلفل رومي أخضر
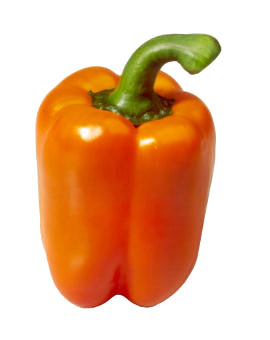
فلفل رومي برتقالي
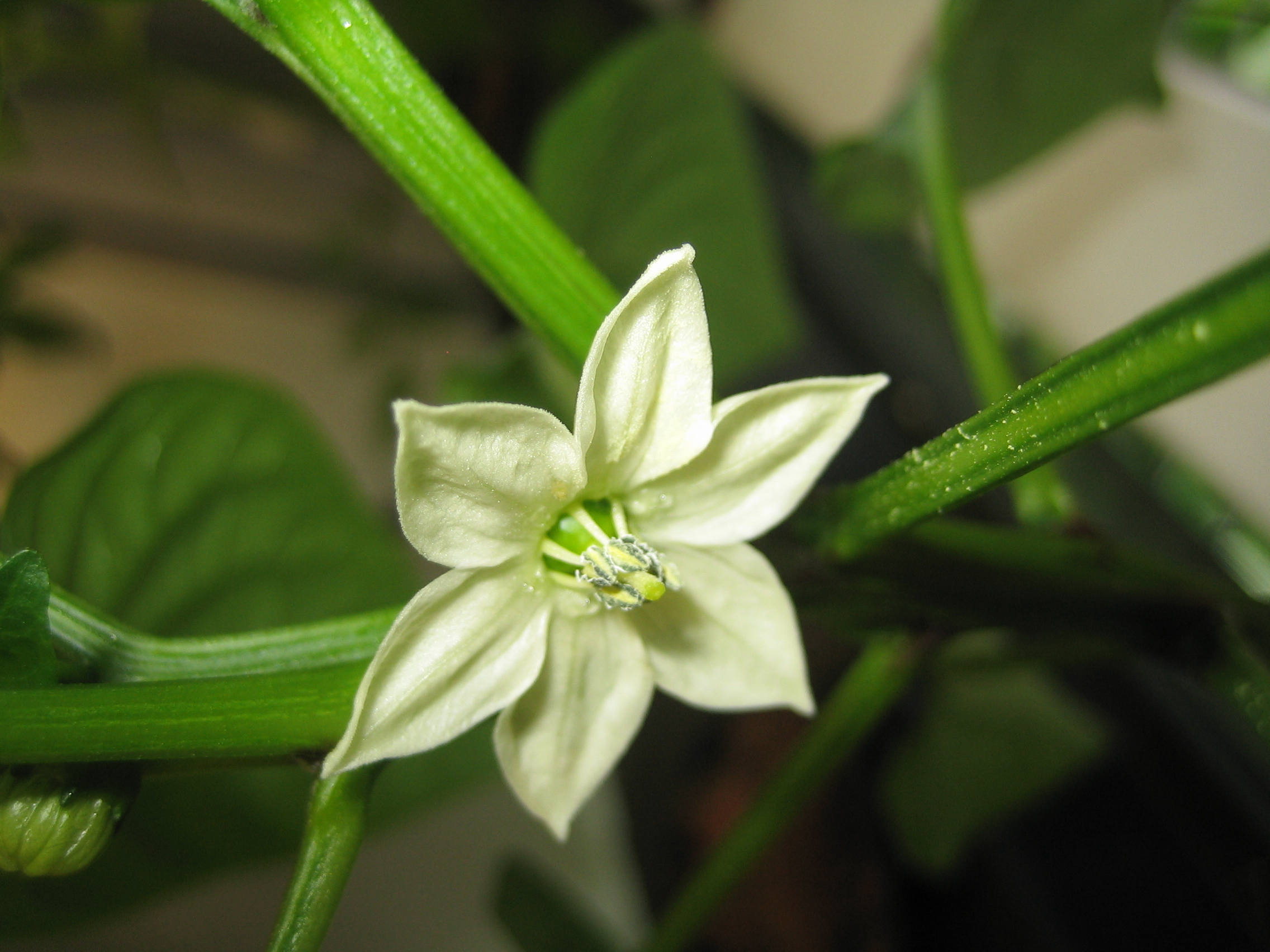
Quadrato d'Asti Giallo bell pepper flower
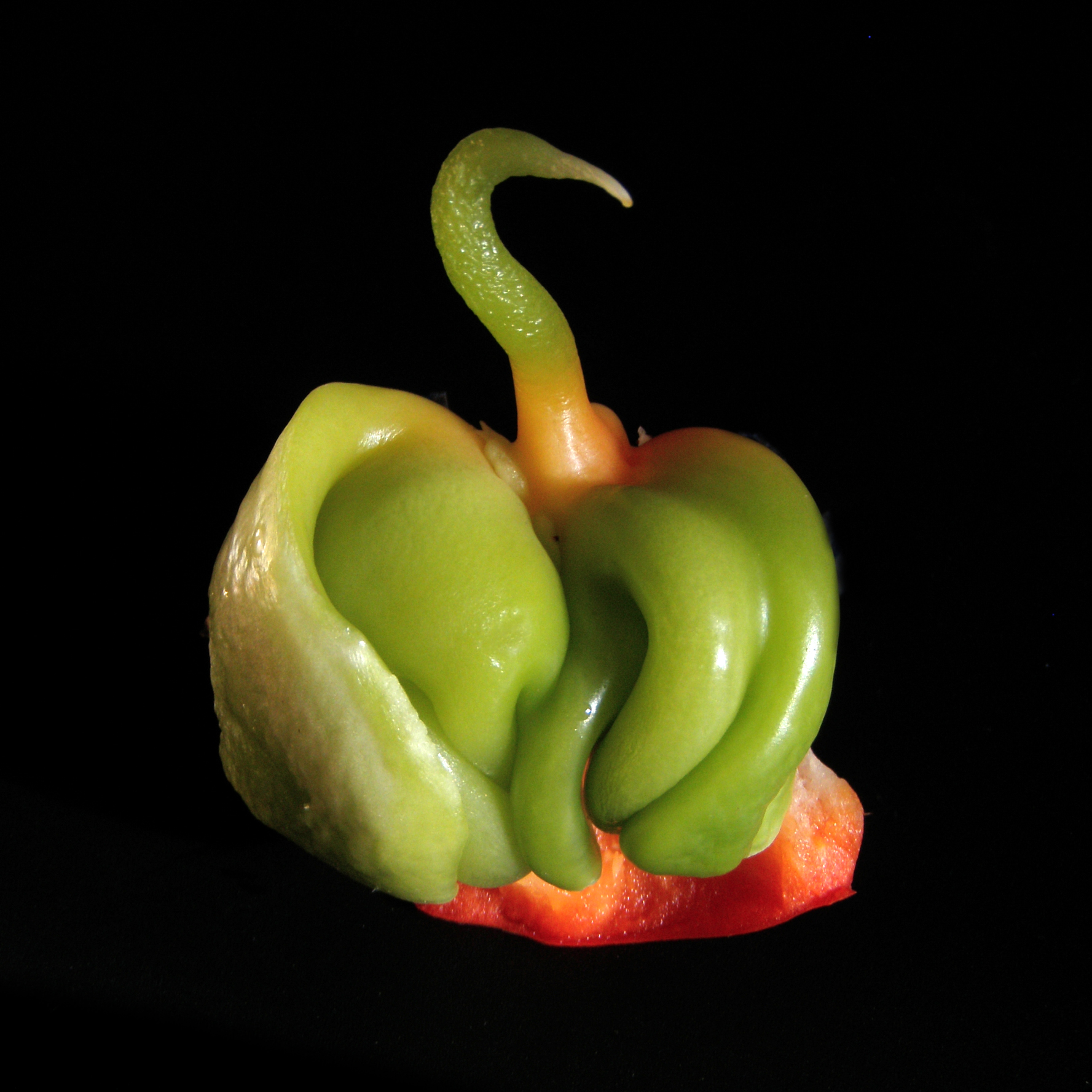
Secondary fruit growing inside a capsicum annuum
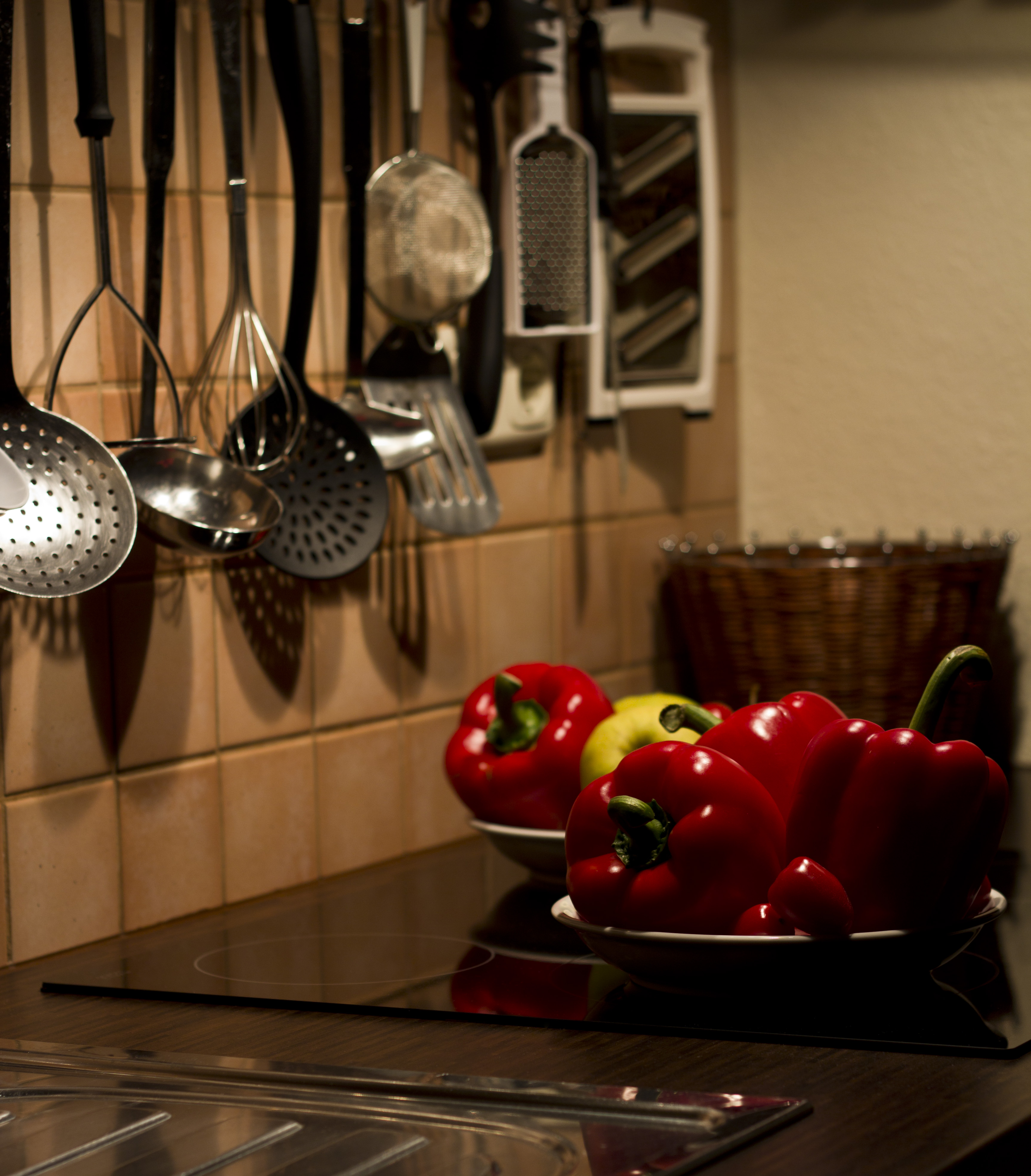
Red bell pepper as decoration
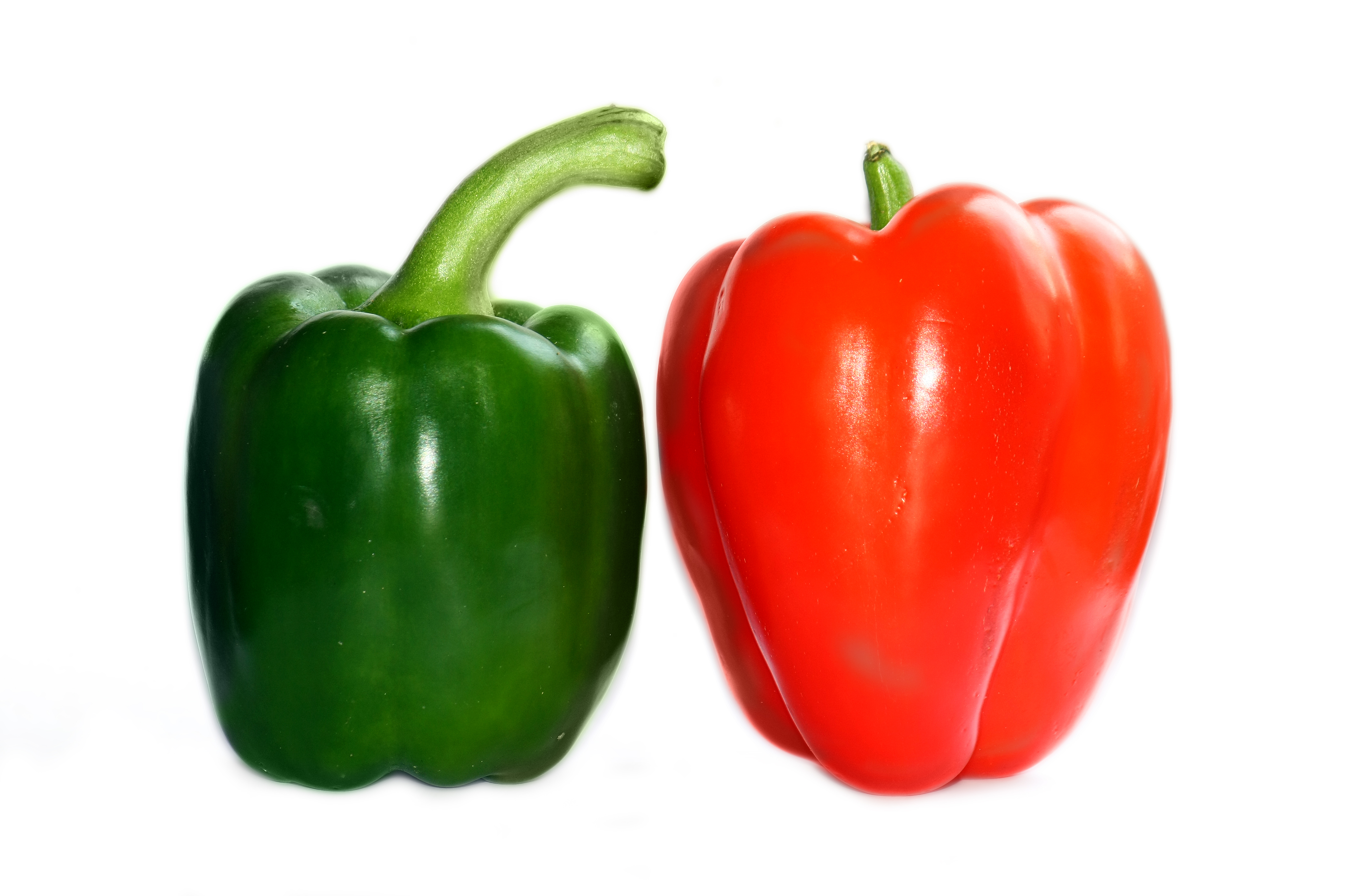
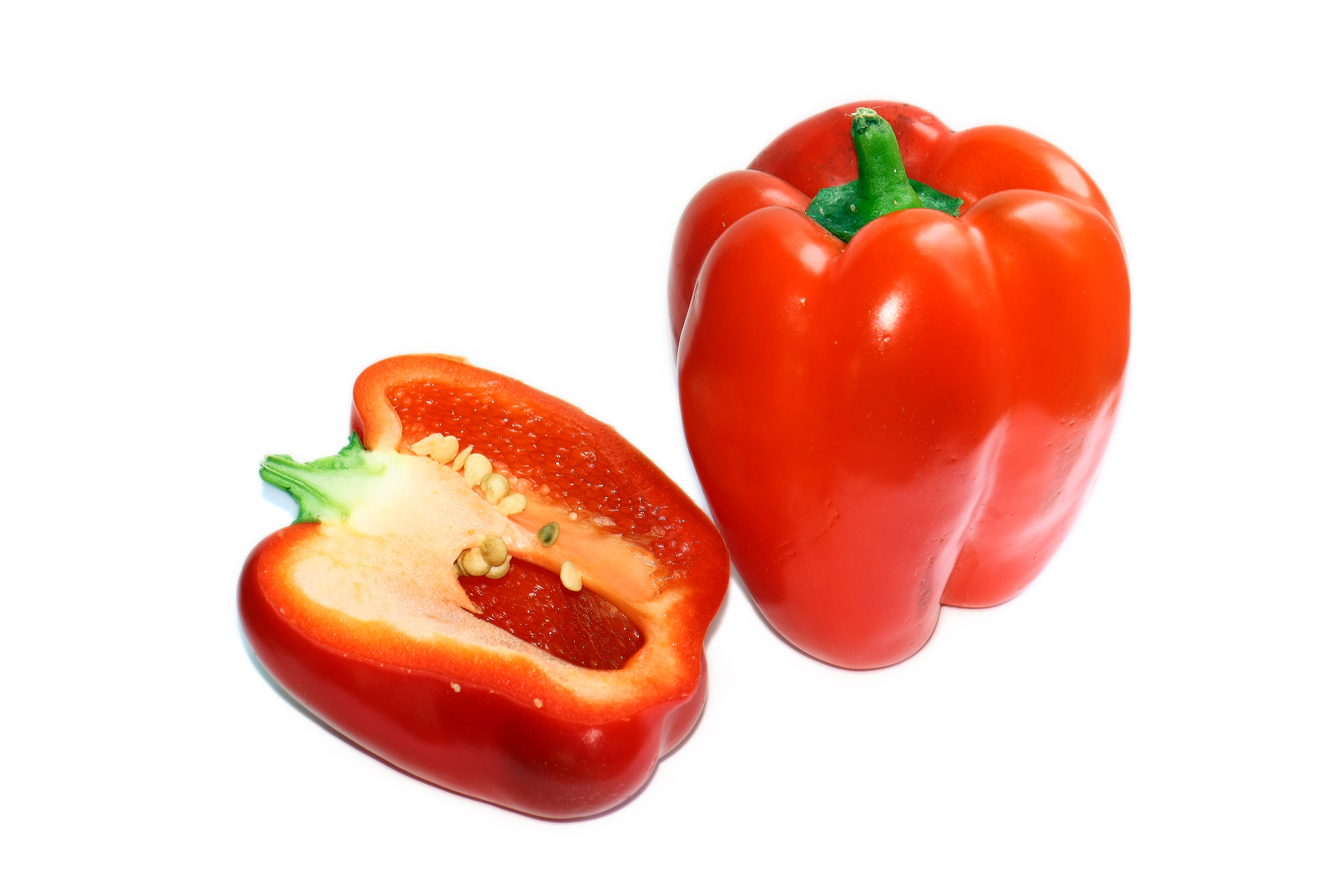

## وصلات خارجية
- كيفية تحميص الفلفل